# Prestoea tenuiramosa
Espèce
Synonymes
- Euterpe tenuiramosa Dammer[1]
- Prestoea steyermarkii H.E.Moore[1]

Statut de conservation UICN

 NT  : Quasi menacé
Prestoea tenuiramosa est une espèce de plantes de la famille des Arecaceae.

## Publication originale
- Gentes Herbarum; Occasional Papers on the Kinds of Plants 9: 286. 1963.